# مجموعه معادن مس مزرعه (وشنوه)
مجموعه معادن مس مزرعه (وشنوه) مربوط به دوران پیش از تاریخ ایران باستان است و در شهرستان کهک، بخش فردو، دهستان فردو، کوه‌های جنوب شرقی روستای وشنوه واقع شده.این معدن قدیمی ترین معدن مس ایران است و این اثر در تاریخ ۲۵ آبان ۱۳۸۷ با شمارهٔ ثبت ۲۳۶۴۸ به‌عنوان یکی از آثار ملی ایران به ثبت رسیده است.